# Бутобій
Бутобій (рос. бутобой, англ. mechanical hammer, mickle hammer, нім. Steinschlaghammer m) –ударна установка, яка призначена для руйнування негабаритних шматків породи – так званого буту, бутового каменю. 
Включає ударник, пристосування з маніпулятором, систем енергоспоживання та управління. 
Розрізняють Б. за видом ударника, типом привода, енергії удару та інш. 
Для руйнування порід з f = 6-8 використовують низькоенергетичні Б. з енергією удару бл. 5 кДж, порід з f = 8 –14 – середньоенергетичні з енергією удару до 15 кДж. Міцні породи з f бл. 18 руйнують високоенергетичними Б. з енергією удару понад 15 кДж. Приводи Б. – пневматичний або гідравлічний, рідше електричний або дизельний. Стаціонарні Б. використовують на перевантажу-вальних пунктах кар’єрів, пересувні – в різних місцях кар’єру, безпосередньо біля вибоїв.